# Julius Bien
Pour les articles homonymes, voir Bien.
Julius Bien, né le 27 septembre 1826 à Naumburg (Hesse) et mort le 21 décembre 1909 à New York, est un lithographe américain, juif allemand d'origine et président de longue date du B’nai B’rith.

## Biographie
Il s'établit à New York en 1848 où il crée avec succès un atelier de lithographie renommé et souvent récompensé[réf. souhaitée].
Il est président du B’nai B’rith de 1854 à 1857 puis de 1868 à 1900 et contribue de façon décisive à son internationalisation.